# Glossosoma idaho
Glossosoma idaho är en nattsländeart som beskrevs av Ross 1941. Glossosoma idaho ingår i släktet Glossosoma och familjen stenhusnattsländor. Inga underarter finns listade i Catalogue of Life.